# Aqueduto de Coelheiro
O Aqueduto de Coelheiro estendia-se do lugar de Coelheiro até à praça do Almada, na cidade de Póvoa de Varzim, distrito do Porto, em Portugal.

## História
Foi erguido no século XVIII para o abastecimento do tanque da Praça Nova, em função do crescimento económico e demográfico da Póvoa de Varzim após esta ter se tornado a fonte abastecedora de peixe das províncias do norte do país na segunda metade de Setecentos.
Foi o corregedor Francisco de Almada e Mendonça (o Almada) o grande mentor da reforma urbanística da Póvoa de Varzim nessa época, para responder à Provisão Régia de Maria I de Portugal em 1791. Abriu-se a praça a que hoje se chama Praça do Almada, em honra a este corregedor; abriu-se uma outra praça onde passaram a ser realizados os mercados e feiras e construiu-se o aqueduto para levar a água ao novo centro do concelho, então denominado de arcos da agoa publica (1795).
Para além de preencher a necessidade de falta de água potável no centro da urbe, o aqueduto era fundamental para continuar o processo de expansão urbana. Poderá ter sido o Aqueduto de Santa Clara que terá servido de inspiração ao novo aqueduto. A água era colhida na fonte da Bica e era conduzida por uma calha coberta, com pedras encaixadas umas nas outras para a Fonte do Ruivo, onde começava o aqueduto.
Da primitiva estrutura chegou até nós parte significativa, apesar de oculta junto ao Bairro da Matriz, que foi em tempos aproveitado para fazer muros.
O aqueduto encontra-se em Vias de Classificação, e o Plano de Urbanização da Póvoa de Varzim previa a recuperação do que resta do mesmo.